# Šilupis (přítok Minije)
Šilupis je řeka na západě Litvy (Telšiaiský kraj) v Žemaitsku na Žemaitijské vysočině. Pramení 2 km na jihovýchod od vsi Stalgas, jihovýchodní okraj okresu Plungė. Je dlouhá 5 km. Řeka teče zprvu směrem jižním, u vsi Juodeikiai tvoří kličku meandru směrem východním a dále teče směrem severozápadním. Na jejím levém břehu se u samé cesty z Plungė do Kuliů košatí památný dub, pojmenovaný po S. Mingėlovi. Výška dubu je 17 m, obvod kmene 7,5 m. Do řeky Minija se vlévá u hradiště Vieštovėnų piliakalnis jako její levý přítok 134,3 km od jejího ústí do Atmaty.

## Přítoky
- Levé: Čiurlenis (délka: 2,9 km; vlévá se 1,6 km od ústí)